# 戈季哈
50°11′25″N 28°13′19″E / 50.19028°N 28.22194°E
戈季哈（烏克蘭語：Годиха），是烏克蘭北部的村莊，隸屬日托米爾州的日托米爾區。該村始建於1899年，面積200平方公里，海拔高度215米，2001年人口396，人口密度每平方公里1.98人。